# Vladyslav Dolohodin
Vladyslav Dolohodin (ukrainska: Владислав Дологодін), född den 23 februari 1972, är en ukrainsk före detta friidrottare som tävlade i kortdistanslöpning.
Dolohodins främsta år var 1994 då han började året med att bli silvermedaljör vid inomhus-Europamästerskapen på 200 meter. Utomhus samma år blev han tvåa på 200 meter vid Europamästerskapen i Helsingfors slagen endast av Geir Moen. Vid samma mästerskap ingick han i det ukraniska stafettlag på 4 x 100 meter som slutade tvåa bakom Frankrike.
Han deltog vid Olympiska sommarspelen 1996 men tog sig inte vidare från försöken.

## Personliga rekord
- 200 meter - 20,36 från 1994